# ابئیگو
ابئیگو (به اسپانیایی: Abiego) یک منطقهٔ مسکونی در اسپانیا است که در استان اوئسکا واقع شده‌است. ابئیگو ۲۸۸ نفر جمعیت دارد.